# Jeanne Marie Gagnebin
Jeanne Marie Gagnebin de Bons (Lausanne,  1949) é uma professora, filósofa  e escritora suíça, residente no Brasil desde 1978.

## Biografia
Deixou a Suíça aos 18 anos para estudar em Tübingen, na Alemanha, onde participou de uma experiência educativa libertária. Os estudantes praticavam a autogestão. "Isto foi em 1968, a gente fazia passeata, ia ver o túmulo do Hölderlin, era realmente muito bonito." Posteriormente voltou à Suíça  para estudar Letras e Filosofia. Graduou-se  na Universidade de Genebra, com  Philosophie de l'Histoire chez Walter Benjamin. Três anos depois, iniciou o doutorado em Universidade de Heidelberg, na Alemanha, concluído 1978, com Zur Geschichtsphilosophie Walter Benjamins. Die Unabgeschlossenheit des Sinnes ("Sobre a Filosofia da História de Walter Benjamin. O Inacabamento do Sentido.").
Gagnebin tem cinco títulos de pós-doutorado (da École des Hautes Études en Sciences Sociales, 1986-1988; da Universität Konstanz, 1989-1990; da Freie Universität Berlin, 1996-1996; do Zentrum für Literatur- und Kulturforschung de Berlim, 2000, e da École Normale Supérieure de Paris, 2006).
É casada com o filósofo e professor brasileiro Marcos Lutz Müller, que conheceu quando ambos estudavam na Alemanha. Em janeiro de 1978, o casal se instalou  em Campinas, já que ele fora contratado pela Unicamp. "Ganhei uma nova consciência social ao sair da Suíça... Hoje, minha casa é o Brasil, mesmo me sentindo tão estrangeira no Brasil quanto na Suíça. Na verdade, eu me sinto estrangeira em todos os lugares", diz Gagnebin. 
Em 1979, foi convidada por Bento Prado para lecionar na  Pontifícia Universidade Católica de São Paulo (PUC-SP). Atualmente é professora de Filosofia da PUC-SP e livre-docente da Unicamp, atuando na área de  teoria e crítica literárias

## Trabalhos publicados
Especialista na obra de Walter Benjamin, é autora ou co-autora de vários livros; escreveu inúmeros artigos e organizou diversas coletâneas de textos.

## Livros
- Lembrar escrever esquecer. São Paulo: Editora 34 Ltda., 2006. [3]
- Sete Aulas sobre Linguagem, Memória e História.  Rio de Janeiro: Imago, 1997.
- Histoire et Narration chez Walter Benjamin Paris: Ed. de l'Harmattan, 1994.
- História e narração em Walter Benjamin (Perspectiva, 1994)
- Walter Benjamin: Os Cacos da História. São Paulo: Brasiliense, 1982.
- Zur Geschichtsphilosophie Walter Benjamins. Die Unabgeschlossenheit des Sinnes. Erlangen: Verlag Palm & Enke, 1979.

## Alguns artigos
- "O preço de uma reconciliação extorquida". In TELES, Edson; SAFATLE, Vladimir (orgs.) O que resta da ditadura -  a exceção brasileira. São Paulo: Boitempo, 2010.
- O método desviante – Algumas teses impertinentes sobre o que não fazer num curso de filosofia.
- Uma vida sem consolação. A filosofia não pode nos consolar. Poderia, talvez, nos ajudar a viver uma "vida sem consolação".  Originalmente publicado na Revista Cult, no dossiê da edição 143, fevereiro de 2010.
- "A memória, a história, o esquecimento", artigo de  Jeanne-Marie Gagnebin de Bons. In PAULA, Adna Candido de; SPERBER,Suzi Frankl (org.)  Teoria Literária e Hermenêutica Ricoeuriana - Um diálogo possível.  Dourados: editora UFGD, 2011, p. 149.
- (em francês) La déglutition des différences